# دنیای دیوانه، دیوانه، دیوانه، دیوانه
دنیای دیوانه، دیوانه، دیوانه، دیوانه (انگلیسی: It's a Mad, Mad, Mad, Mad World) فیلمی در ژانر سرقت به کارگردانی استنلی کریمر است که در سال ۱۹۶۳ منتشر شد.

## رتبه
این فیلم در فهرست ۱۰۰ فیلم برتر کمدی در تاریخ سینما که توسط وبگاه آی‌ام‌دی‌بی منتشر گردید، مقام نوزدهم را دارد.

## خلاصه داستان
در یک جاده کوهستانی پرپیچ و خم در جنوب کالیفرنیا، محکوم سابق اسمایلر گروگان (جیمی دورانته) با سرعت و به‌طور خطرناکی از ماشین‌ها سبقت می‌گیرد و در نهایت با ماشینش تصادف می‌کند. به مسافرانی که می‌ایستند و به کمک او می‌آیند، او در لحظات مرگ به آنها می‌گوید که پولی را که ۱۵ سال پیش از کارخانه ماهی تن دزدیده بود، که در پارک سانتا روزیتا در زیر کشتی بزرگ دبلیو پنهان شده بود، به آنها وصیت می‌کند. آنها به پلیس‌هایی که مدت کوتاهی بعد به محل حادثه می‌رسند و از آنها در مورد گنج سؤال می‌پرسند، چیزی نمی‌گویند.
چهار وسیله نقلیه در گروه مسافران وجود دارد: لنی پایک (جاناتان وینترز) در کامیون حامل اثاثیه، دنگی بل (میکی رونی) و دوستش بنجی (بادی هکت)، دندانپزشک مل کرامپ (سید سزار) که با او در ماه عسل است. همسرش و سازنده جلبک راسل فینچ (میلتون برل) با همسرش املین (دوروثی پروبین) و مادرشوهرش خانم مارکوس (اتل مارمن) در سفر بودند.
پس از مشاجره در مورد نحوه تقسیم غنیمت که به اختلاف ختم می‌شود، آنها تصمیم می‌گیرند هر کدام به تنهایی به آن مکان برسند و اینجاست که مسابقه دیوانه کننده شروع می‌شود. آنها از وسایل حمل و نقل مختلفی استفاده می‌کنند: دوچرخه، یک هواپیما از سال ۱۹۱۶، به تنهایی با یک هواپیما با خلبان مست پرواز می‌کنند و در میان درگیری‌های بی وقفه فرود اجباری می‌کنند. یک توریست بریتانیایی (تری توماس)، یک شهروند آمریکایی (فیل سیلورز)، پسر خانم مارکوس، سیلوستر (دیک شان) و دو راننده تاکسی (یکی از آنها با بازی پیتر فالک) نیز به مسابقه می‌پیوندند.
پلیس به رهبری کاپیتان کالپپر (اسپنسر تریسی) آنها را تعقیب می‌کند. کالپپر امیدوار است به خاطر رمزگشایی این ماجرا جایزه ای دریافت کند، اما همسر و دخترش مدام تلفنی سر او فریاد می‌زنند و برایش مشخص می‌شود که درخواستش برای افزایش مستمری اش رد شده است. او تصمیم می‌گیرد تا غارت را برای خود بردارد و به مکزیک فرار کند.
همه آنها به پارک سانتا روزیتا می‌رسند و شروع به جستجوی گنج می‌کنند. تنها پس از جستجوهای طولانی متوجه می‌شوند که W بزرگ گروهی از درختان نخل است که به صورت مورب کاشته شده‌اند و حرف W را تشکیل می‌دهند. آنها شروع به حفاری می‌کنند و جعبه فلزی را با ۳۵۰۰۰۰ دلار پیدا می‌کنند. سپس کاپیتان کالپپر خود را معرفی می‌کند و به آنها اطلاع می‌دهد که آنها به داشتن اموال مسروقه متهم هستند. او جعبه را مصادره می‌کند و به همه می‌گوید که اگر به کلانتری بیایند و خودشان را تحویل بدهند، از تخفیف مجازاتشان مطمئن می‌شود. در ابتدا او را باور می‌کنند، اما وقتی می‌بینند که او به سمت جنوب به سمت مکزیک می‌رود، متوجه می‌شوند که او آنها را فریب داده است. بلافاصله تعقیب و گریز دیوانه وار دیگری بین آنها و کالپپر ایجاد می‌شود.
کالپپر وارد جاده ای بن‌بست می‌شود، از ماشینش پیاده می‌شود و از پله‌های خانه ای به پشت بام بالا می‌رود و همه به جز زنان او را تعقیب می‌کنند. بسیاری از ساکنان آنها را تماشا می‌کنند. بالاخره از پله‌های اضطراری پایین می‌رود و به سمت بالکن می‌رود و در آنجا به او هجوم می‌آورند، جعبه باز می‌شود و همه اسکناس‌ها مانند باران روی جمعیت می‌ریزند. بالکن در حال فرو ریختن است. آتش نشانان برای نجاتشان نردبان بلندی بلند می‌کنند اما همه به آن آویزان می‌شوند و نردبان مانند آونگ شروع به تاب خوردن می‌کند و مردم از آن به نقاط مختلف پرتاب می‌شوند و با استخوان خرد شدن فرود می‌آیند.
در نهایت همگی با باندهای گچی در بیمارستان زندان دراز می‌کشند و برای سرنوشت خود سوگواری می‌کنند. کالپپر می‌گوید که همه چیزهایی را که داشته از دست داده است و دیگر هیچ چیز او را به خنده وانمی‌دارد. خانم مارکوس وارد اتاق می‌شود و شروع به داد و فریاد می‌کند که همه پول را از دست داده‌اند. در حالی که راه می‌رود، روی پوست موز می‌لغزد و با خنده بازیگران از جمله کالپپر از اتاق بیرون می‌آید.

## بازیگران
- اسپنسر تریسی
- میلتون برل
- سید سیزر
- بودی هکت
- دوروثی پروواین
- اِتِل مرمن
- میکی رونی
- جاناتان وینترز
- ادی آدامز
- جیمی دورنتی
- پیتر فالک
- باستر کیتون
- جیم بکوس
- جو ای براون
- ویلیام دمارست
- اندی دیواین
- نورمن فل
- پال فورد
- استرلینگ هالووی
- ادوارد اورت هورتون
- جری لوئیس
- چارلز مک‌گرا
- کارل راینر
- جسی وایت
- لری فاین
- لوید کوریگان
- ماروین کاپلان
- مینتا دارفی
- مو هاوارد
- روی رابرتس
- دان ناتز
- زیسو پیتس
- دودلز ویوِر
- هری لاوتر
- کینگ داناوان
- نیک استوارت
- کلیف نورتون